# Ellar Coltrane

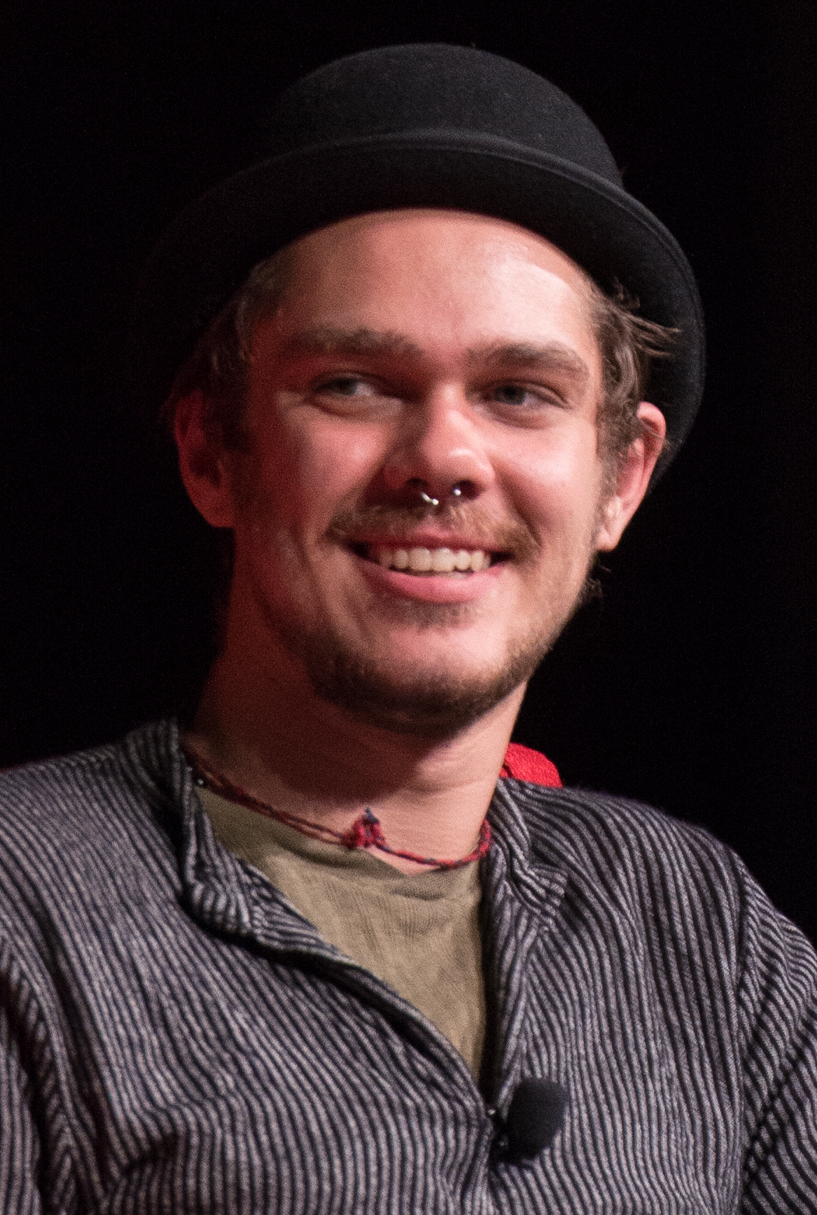
Ellar Coltrane (2015)

Ellar Coltrane (gebürtig Ellar Coltrane Kinney Salmon; * 27. August 1994 in Austin, Texas) ist eine US-amerikanische schauspielende Person.

## Leben
Ellar Coltrane wurde 1994 als Kind des Musikers Bruce Salmon und der Tänzerin Genevieve Kinney in Austin geboren. Im Alter von 9 Jahren trennten sich Coltranes Eltern. Aus einer späteren Beziehung der Mutter hat Coltrane eine Halbschwester. Coltrane wurde bis zum Alter von 16 Jahren zu Hause unterrichtet, besuchte dann zwei Jahre eine Charter School und schloss diese mit einem GED ab.
Als Kind trat Coltrane in einigen Werbespots auf und hatte 2002 eine erste kleine Rolle im Film Lone Star State of Mind. Im gleichen Jahr wurde Coltrane von Richard Linklater für dessen Langzeitfilmprojekt Boyhood gecastet, welcher das Aufwachsen eines Jungen zum Erwachsenen zeigen sollte. In den kommenden 12 Jahren drehte Linklater mit Coltrane jedes Jahr einige Szenen. Unterstützt wurde er dabei von Schauspielern wie Ethan Hawke und Patricia Arquette. Der Film feierte seine Premiere beim Sundance Film Festival 2014. In Deutschland lief der Film erstmals im Wettbewerb der Internationalen Filmfestspiele Berlin 2014, bei dem Richard Linklater für ihn den Silbernen Bären für die beste Regie erhielt.
Während des gleichen Zeitraums trat Coltrane in weiteren Filmen auf, darunter in Linklaters Filmdrama Fast Food Nation (2006).
Coltrane lebt in Austin. 2021 machte Coltrane öffentlich, sich als nicht-binär zu identifizieren und das englische geschlechtsneutrale Pronomen they zu bevorzugen.

## Filmografie (Auswahl)
- 2002: Lone Star State of Mind
- 2005: Faith & Bullets
- 2006: Fast Food Nation
- 2009: Hallettsville
- 2014: Boyhood
- 2017: The Circle
- 2018: The Man Who Killed Hitler and Then The Bigfoot
- 2019: Drowned
- 2019: Summer Night
- 2020: The Good Lord Bird (Fernseh-Miniserie, 7 Folgen)
- 2021: Shoplifters of the World